# Констанций I Хлор
Флавий Валерий Констанций (Flavius Valerius Constantius), е римски император от тетрархията на Диоклециан, избран от него за цезар на западния император Максимиан. Наричан е с прозвището Хлор („бледния“).
Констанций вероятно произхожда от заможно и знатно семейство на илирийци – според Historia Augusta баща му е офицер от Дардания, а майка му е племенница на император Клавдий II Готски. Родом е от Найсус, Горна Мизия – днешния град Ниш в Сърбия. Служи като офицер и трибун в армията на Аврелиан, отличава се по времето на Кар, след което е назначен за преториански префект на император Максимиан. Като такъв той се отличава във войната с алеманите по р. Рейн през 288 година.
Когато Диоклециан организира Тетрахията, заповядва на западния си колега Максимиан да осинови и издигне Констанций в ранг цезар (1 март 293 г.) като негов съимператор, докато на свой ред Диоклециан прави същото с Галерий. Било предвидено след определен период от време старшите августи Диоклециан и Максимиан да абдикират и да бъдат наследени от младшите цезари Галерий и Констанций.
Като цезар Констанций трябва да се разведе с предишната си съпруга Елена, от която има син (бъдещия император Константин Велики), за да се ожени за Теодора, дъщеря на Максимиан. От нея той има много деца: Далмаций, Юлий Констанций, Ханибалиан, Констанция, Анастасия и Евтропия.

## Съуправление
Констанций Хлор е назначен да управлява западните провинции – Галия, Германия и Реция. През 293 г. е натоварен със задачата да отблъсне нападението на британския узурпатор Караузий в Северна Галия при което последния е убит. В 296 г. Констанций цезар нахлува в Британия, побеждава узурпатора Алект и отново присъединява провинцията към Римската империя. По-голямата част от своето властване прекарва на острова, превръщайки Еборак (дн. Йорк) в свое седалище. Той също така поправя Адриановия вал, разрушен от варварите. По-късно отново води победни битки – срещу алеманите през 298 г. и срещу франките през 300 г.
Летописците от времето са единодушни, че Галия не познавала по-благ и разумен владетел от Констанций. Учтив и скромен дотолкова, че на празници трябвало да взема сребърни съдове назаем от други, според Евтропий: „галите го обичали и се радвали, че са се избавили както от престореното благоразумие на Диоклециан, така и от кръвожадното безразсъдство на Максимиан“.
Констанций е толерантен към християните, част от които съставят неговото обкръжение, макар че самият той не е християнин. По време на големите гонения, започнати през 303 г., в неговите земи религиозните едикти на Диоклециан практически почти не се изпълняват – формално са съборени само няколко църкви, а самите вярващи не били подложени на репресии. По стечение на обстоятелствата, а и поради отдалечеността му от резиденцията на старшия август, Констанций успява да води неправолинейна и донякъде самостоятелна вътрешна политика, благодарение също и на своята дипломатичност. Той обаче не е в добри отношения с Галерий, с когото заедно наследяват властта като августи на 1 май 305 г., след публичната абдикация на старшите августи.
Благодарение на машинациите на Галерий и Максимиан, мнението на Констанций не било взето предвид при номинирането на новите цезари. Галерий принуждава колегата си да се откаже от владенията в Африка и Италия, които му се полагали по право, освен това за нови цезари назначава само свои приближени – Север II и Максимин Дая. Според християнските хронисти, Галерий пренебрегвал и се стремял да изолира западния съимператор, а може би е планирал и свалянето му от власт. Той трябва също да изпрати сина си Константин като заложник при Галерий.
Констанций I Хлор умира в Еборакум (Йорк) на 25 юли 306 г., по време на поход срещу скотите и пиктите в Северна Британия, само година и три месеца откакто е обявен за август. Причините за смъртта му са неясни – болест или усложнение от рана, получена от отровна стрела. Малко преди това синът му Константин е избягал при него и получава в наследство властта на провинциите Британия и Галия. В империята назрявал конфликт, който предстояло да доведе до края на тетрархията въведена от Диоклециан.